# Đường sắt Hà Nội – Lào Cai
Đường sắt Hà Nội – Lào Cai là một tuyến đường sắt liên vận quốc tế nối Hà Nội với các tỉnh trung du và miền núi Tây Bắc. Tuyến này có từ thời thực dân Pháp cai trị Việt Nam.
Tuyến Hà Nội – Lào Cai có điểm đầu là ga Hà Nội thuộc phường Văn Miếu – Quốc Tử Giám, thành phố Hà Nội và điểm cuối là ga Lào Cai tại phường Lào Cai, tỉnh Lào Cai.

## Lý trình
Đường sắt Hà Nội – Lào Cai dài 296 km, đi qua 3 tỉnh, thành: Hà Nội – Phú Thọ – Lào Cai.
- Các ga: Hà Nội – Long Biên – Gia Lâm – Yên Viên – Cổ Loa – Đông Anh – Bắc Hồng – Thạch Lỗi – Phúc Yên – Hương Canh – Vĩnh Yên – Hướng Lại – Bạch Hạc – Việt Trì – Phủ Đức – Tiên Kiên – Phú Thọ – Chí Chủ – Vũ Ẻn – Ấm Thượng – Đoan Thượng – Văn Phú – Yên Bái – Cổ Phúc – Ngòi Hóp – Mậu A – Mậu Đông – Trái Hút – Lâm Giang – Lang Khay – Lang Thíp – Bảo Hà – Thái Văn – Cầu Nhò – Phố Lu – Lạng – Thái Niên – Làng Giàng – Lào Cai. Tùy từng chuyến, tàu có thể không dừng tại một số ga.[3][4]
- Tuyến đường sắt Hà Nội – Lào Cai có một đoạn đi chung với đường sắt Hà Nội – Quan Triều tại đoạn từ ga Hà Nội đến ga Đông Anh
- Đường sắt Hà Nội – Lào Cai còn kết nối với tuyến đường sắt Côn Minh – Hà Khẩu của Trung Quốc.

## Lịch sử
Cuối thế kỉ XIX, người Pháp đã khảo sát mở tuyến đường sắt lên phía Tây Bắc theo triền sông Hồng. Thực ra, người Pháp chỉ có ý đồ mở tuyến đường sắt này đến Yên Bái, để khai thác nguồn tài nguyên của các tỉnh vùng trung du. Nhưng khi phát hiện các tỉnh phía Tây Nam của Trung Quốc có nhiều khả năng phát triển kinh tế, giàu tài nguyên khoáng sản, song rất khó khăn trong việc giao lưu hàng hóa giữa các địa phương, Pháp đã mở tiếp tuyến đường sắt Hà Nội - Lào Cai và vươn sang các tỉnh phía Tây Nam Trung Quốc. Trong khoảng thời gian từ 1898 đến 1906, Pháp đã bắt hơn 10 nghìn lính và phu phen đi lao động khổ sai, đào núi, bạt đồi dọc con sông Hồng với chiều dài 296 km.
Năm 1906, tuyến đường sắt khổ đường 1 mét từ Hà Nội vượt cầu Long Biên đã nối liền với Lào Cai. Từ đây Pháp lại tiếp tục xây dựng kéo dài sang Vân Nam (Trung Quốc). Toàn tuyến đường sắt này bao gồm 7 ga chính, 27 ga xép, riêng ga Lào Cai được xây dựng lớn thứ hai sau ga Hàng Cỏ (Hà Nội).
Đoạn đường sắt thúc đẩy các cơ sở công nghiệp, các đồn điền phát triển mạnh. Những nông dân từ các tỉnh đồng bằng Bắc Bộ như Hải Dương, Hưng Yên, Thái Bình, Nam Định cũng lên các tỉnh miền ngược có đường sắt đi qua, như Phú Thọ, Yên Bái, Lào Cai, sinh sống khá đông. 
Từ năm 1939 đến 1950, đường sắt Hà Nội – Lào Cai được dùng để chuyển quặng apatit từ Lào Cai về chính quốc Pháp.
Khi hòa bình lập lại ở miền Bắc, Đảng, Nhà nước tiếp tục đầu tư, nâng cấp tuyến đường sắt Hà Nội – Lào Cai. Dù bị bắn phá, tuyến đường sắt vẫn đứng vững, kịp thời vận chuyển hàng triệu tấn hàng hóa đi xây dựng chủ nghĩa xã hội.
Năm 1958, Hồ Chí Minh ngược tàu hỏa lên thăm nhân dân các dân tộc Lào Cai.

## Tình trạng
Toàn tuyến dài 296 km trong đó khoảng 111 km là những đoạn cong. Tình trạng kỹ thuật hiện tại lạc hậu, nhiều đoạn đường sắt xuống cấp. Đội đầu tàu phục vụ tuyến đường sắt Hà Nội – Lào Cai được đánh giá là hiện đại chỉ sau tuyến Bắc – Nam, nhưng tình trạng đường sắt kém khiến cho các đầu tàu không được khai thác hết công suất.
Trước năm 2014, tuyến đường sắt Hà Nội – Lào Cai là tuyến đường độc tôn vì quốc lộ 70 chật hẹp, quanh co. Khi đường cao tốc Nội Bài – Lào Cai hoàn thành, thì đường sắt trở nên yếu thế, lượng hành khách giảm.

## Dự án cải tạo, nâng cấp

### Dự án cải tạo đường sắt Yên Viên – Lào Cai
Đầu năm 2008, Bộ Giao thông Vận tải Việt Nam đã quyết định sẽ cải tạo tuyến đường sắt Hà Nội – Lào Cai trong một thời kỳ 5 năm (2008–2012). Chi phí cho dự án dự kiến khoảng 160 triệu đô la Mỹ trong đó 139 triệu đô la là nguồn vay ưu đãi và 21 triệu dollar là nguồn đối ứng trong nước. Dự án sẽ tập trung nâng cấp, cải tạo 71 cầu yếu, nhà ga, bãi hàng ở các ga; gia cố nền đường và các điểm sụt trượt xung yếu trên tuyến; mở thêm ga mới.
Năm 2015, dự án này hoàn thành. Tổng mức đầu tư tăng lên 3.479 tỷ đồng, trong đó vốn từ ngân sách Trung ương là gần 345 tỷ đồng, vốn vay gần 150 triệu USD. Tuy nhiên dự án đã bị thanh tra bộ Giao thông Vận tải phát hiện nhiều sai phạm và không đạt mục tiêu kì vọng.

### Nối ray giữa ga Lào Cai với ga Hà Khẩu Bắc (Trung Quốc)
Ngày 6 tháng 10 năm 2021, UBND tỉnh Lào Cai và Bộ Giao thông Vận tải đã có buổi làm việc, nghiên cứu các phương án đề xuất về việc đầu tư đoạn đường sắt đấu nối Lào Cai – Hà Khẩu. Các đại biểu nghiêng về phương án 3 – nối ray bằng khổ đường lồng 1.435 và 1.000mm tại vị trí cầu Hồ Kiều mới (cách cầu cũ 2,5 km về phía thượng lưu). Dự án cho phép chuyển tải giữa 2 khổ đường ngay tại ga Lào Cai thay vì chỉ thực hiện tại Hà Khẩu như trước và tận dụng được cho dự án đường sắt mới khổ 1.435mm Lào Cai – Hà Nội – Hải Phòng.
Số vốn đầu tư của phía Việt Nam là 2.200 tỷ đồng, từ vốn ngân sách Nhà nước thuộc kế hoạch đầu tư công trung hạn giai đoạn 2021–2025.

### Đường sắt Lào Cai – Hà Nội – Hải Phòng mới
Năm 2019, Bộ Giao thông Vận tải đã công bố quy hoạch tuyến đường sắt mới khổ tiêu chuẩn Lào Cai – Hà Nội – Hải Phòng. Đây là đường sắt đường đôi (2 chiều đường riêng biệt), khổ 1,435m điện khí hóa. Tổng mức đầu tư toàn tuyến lên đến 100 nghìn tỷ đồng. Chi phí nghiên cứu quy hoạch do Trung Quốc tài trợ.
Theo tiến sĩ Phạm Chi Lan, xây thêm tuyến đường sắt mới với vốn đầu tư lên đến 100.000 tỷ đồng, trong khi đã có đường cao tốc là lãng phí và vô lý. Trong khi đó, miền Nam lại được đầu tư rất ít, rất chậm. Việc hưởng lợi của Việt Nam từ dự án này thấp hơn nhiều Trung Quốc.